# 扎利博里
49°14′43″N 24°44′31″E / 49.24528°N 24.74194°E
扎利博里（烏克蘭語：Жалибори），是烏克蘭的村落，位於該國西部伊萬諾-弗蘭科夫斯克州，由伊萬諾-弗蘭科夫斯克區負責管轄，始建於1940年，面積5.04平方公里，2001年人口631，人口密度每平方公里125.2人。